# Rdest Zizův
Rdest Zizův, někdy zvaný i jako rdest úzkolistý (Potamogeton × angustifolius J. Presl., syn.: Potamogeton × zizii Roth) je druh jednoděložných rostlin z čeledi rdestovité (Potamogetonaceae). Jedná se o taxon hybridního původu, vznikl jako kříženec druhů rdest trávolistý a rdest světlý (Potamogeton gramineus × P. lucens).

## Popis
Jedná se vodní rostlinu s tenkým oddenkem. Patří mezi tzv. širokolisté rdesty. Lodyha je do 200 cm dlouhá. Listy jsou různé (heterofylie), jinak vypadají listy ponořené a jinak listy plovoucí na hladině. Ponořené listy jsou jednoduché, přisedlé až krátce řapíkaté, dolní listy mají řapík 0–5 mm dlouhý, horní až 27 mm, jsou střídavé, čepele jsou kopinaté až podlouhle kopinaté, asi 2,5–8,5 cm dlouhé a asi 0,5–2 cm široké, 7–13 žilné. Plovoucí listy (pokud jsou vyvinuty) jsou řapíkaté (řapík až 5 cm dlouhý), čepele jsou kopinatě vejčité, as 2,5–7 cm dlouhé a 0,8–2,5 cm široké. Palisty jsou vyvinuty, tvoří jazýček, asi 0,8–4 cm dlouhý. Květy jsou v květenstvích, v klasech. Okvětí není rozlišeno na kalich a korunu, skládá se ze 4 okvětních lístků, většinou nenápadných, zelenavých až hnědavých, někteří autoři je však považují za přívěsky tyčinek. Tyčinky jsou 4, srostlé s okvětím. Gyneceum je apokarpní, složené z 4 plodolistů. Semeník je svrchní. Plodem je nažka, na vrcholu skrátkým zobánkem. Ačkoliv se jedná původně o hybrida, je fertilní a rozmnožuje se i semeny.

## Rozšíření ve světě
Rozšíření není do detailu známo, ale asi se vyskytuje v Evropě a v části Asie.

## Rozšíření v Česku
V ČR je to v současnosti velice vzácný a kriticky ohrožený druh (kategorie C1). Nejčastěji byl nalezen v rybnících od nížin do podhůří.